# 小西灣

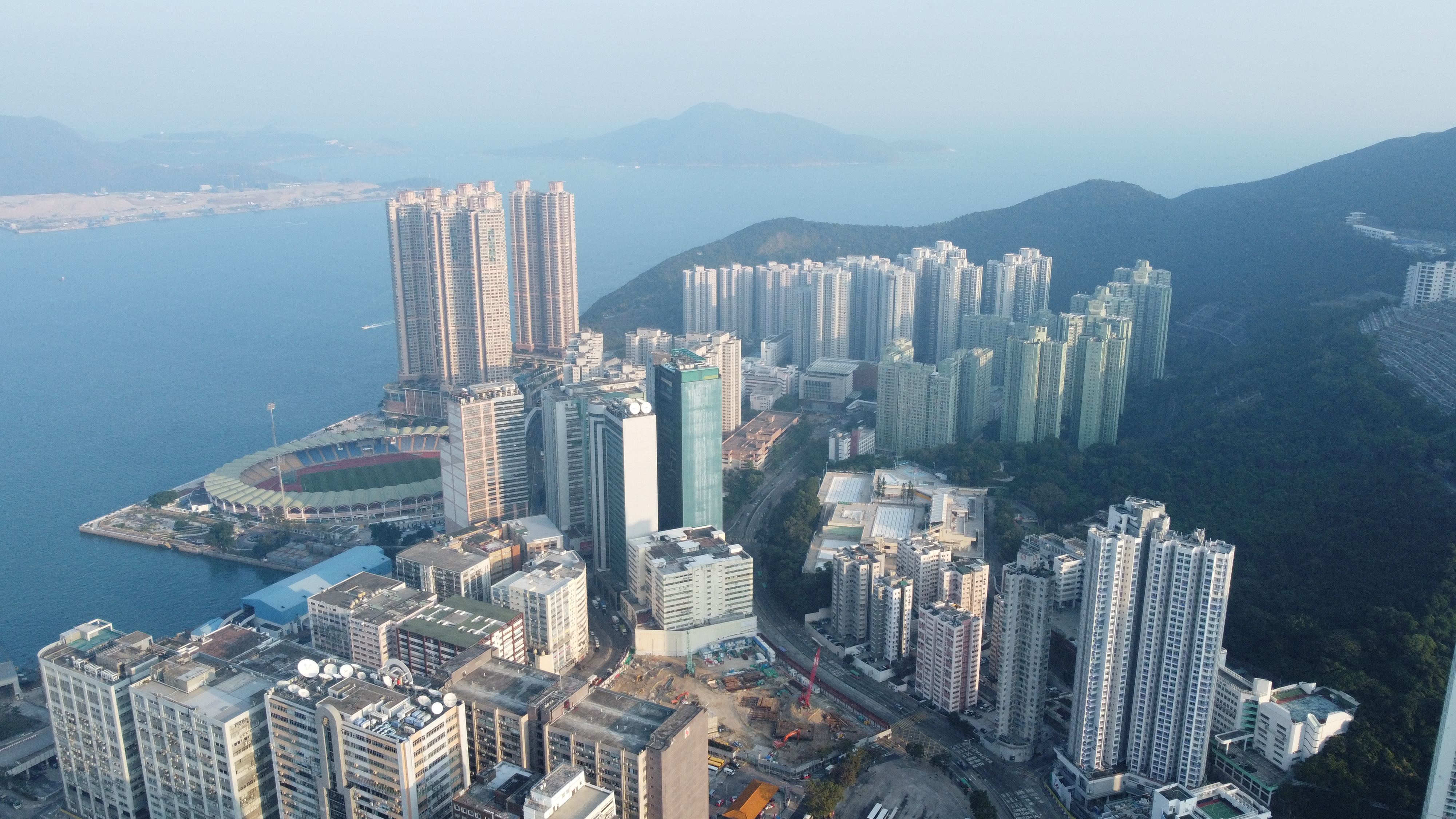
小西灣（2022年1月）

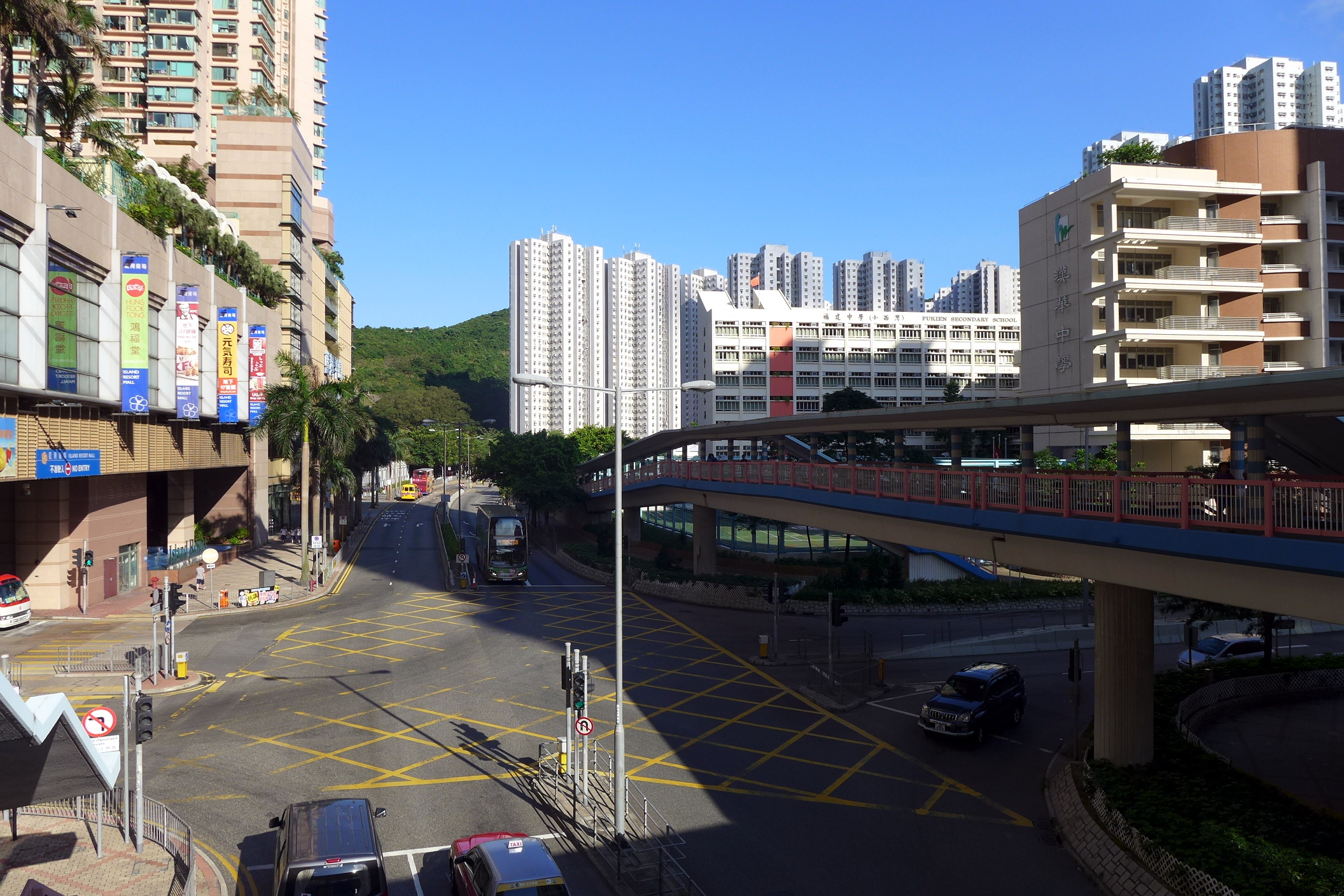
小西灣的住宅和學校

小西灣（英語：Siu Sai Wan）位於香港東區，原是柴灣的東面部份，接近香港島東部的盡頭，是島上的一個住宅區，人口約為8萬。其前身為英國情報中心和英國皇家空軍居住地。

## 位置及起源
小西灣的範圍，現時指新業街以東的柴灣東部。在未填海前，小西灣本名馬塘（其南面為馬塘山及馬塘坳），是柴灣東邊的一個小海灣，因接近柴灣而又稱「小柴灣」（又名「柴灣仔」）。由於以前柴灣又名西灣，所以「小柴灣」便被稱為「小西灣」。
根據香港特別行政區政府法定圖則及地區規劃，小西灣是港島規劃區的第20區，與柴灣和杏花邨同屬該規劃區。

## 歷史
小西灣原為英國的情報中心。1947年英國與美國、澳洲、加拿大和新西蘭簽署聯合收集情報的五眼聯盟協議，因此英軍於小西灣興建於遠東規模最大的情報中心，以協助在臺灣的中華民國政府監聽中共政權的無線電通訊。小西灣鄰近調景嶺，因此更方便中華民國政府獲取資訊。1985年因確定香港主權移交，情報中心關閉並徹底拆毀。除情報中心外，小西灣以往亦為香港英國皇家空軍人員的居住地，曾在1950年代填海，以興建空軍球場。
早在1970年代英國計劃把該情報中心遷往石崗軍用土地及舂坎角一舊礦場，至1978年與港府達成共識，屆時土地會移交政府用作民用開發。1982年因為興建地下鐵路，柴灣市區的徙置大廈拆卸，政府為安置這些居民，加上應付日益膨脹的市區人口，所以決定開發小西灣。由於小西灣的地理位置接近柴灣，初名為「柴灣仔」或「小柴灣」，但過去「柴灣」又名「西灣」，另外「柴」客家話發音又與粵語「西」音相似，故此翻譯曾經把當地的名稱譯為「西灣」（英語：Sai Wan），因此「小西灣」便取代「小柴灣」成為當地地名。不論柴灣還是小西灣，其發展皆較東區其他地方遲緩，二戰前人口不多，1981年時亦只有208人，以漁農業為主，1980年代情報中心停止運作後，逐漸發展成為住宅區。而在1987年，小西灣情報中心部分用地曾短暫用作難民營，以暫時羈押越南船民，其後該用地重建為富景花園。
小西灣由於濱臨藍塘海峽，環境極佳，所以政府遂在當地興建居屋售賣，樓盤包括曉翠苑、佳翠苑、富景花園、富怡花園及富欣花園等。而面臨海濱的一幅地皮，更吸引大型地產發展商信和置業於1997年以118億港元投得，興建成為豪宅藍灣半島。該地價曾經創下香港最高賣地成交價記錄，直至2017年由龍光地產與合景泰富合資以168.6億港元投得鴨脷洲利南道地皮才打破。

## 住宅
- 小西灣邨：小西灣首個公共屋邨，在1989年至1993年分3期落成。有瑞喜樓、瑞樂樓、瑞強樓等。
- 曉翠苑：居者有其屋屋苑。有2座住宅，一個多層停車場。
- 佳翠苑：居者有其屋屋苑。有2座住宅，一個多層停車場。
- 富景花園：私人參建居屋屋苑。有11座住宅，一個2層的商場和停車場。
- 富怡花園：私人參建居屋屋苑。有5座住宅，一個10層的停車場，頂層為球場。
- 富欣花園：私人參建居屋屋苑。有8座住宅，一個4層的停車場和一個1層的商場。
- 藍灣半島：由信和集團興建，於2001年入伙。共設有8座樓高62層的住宅，另於地下設有商場（藍灣廣場）及公共交通交匯處。

## 教育

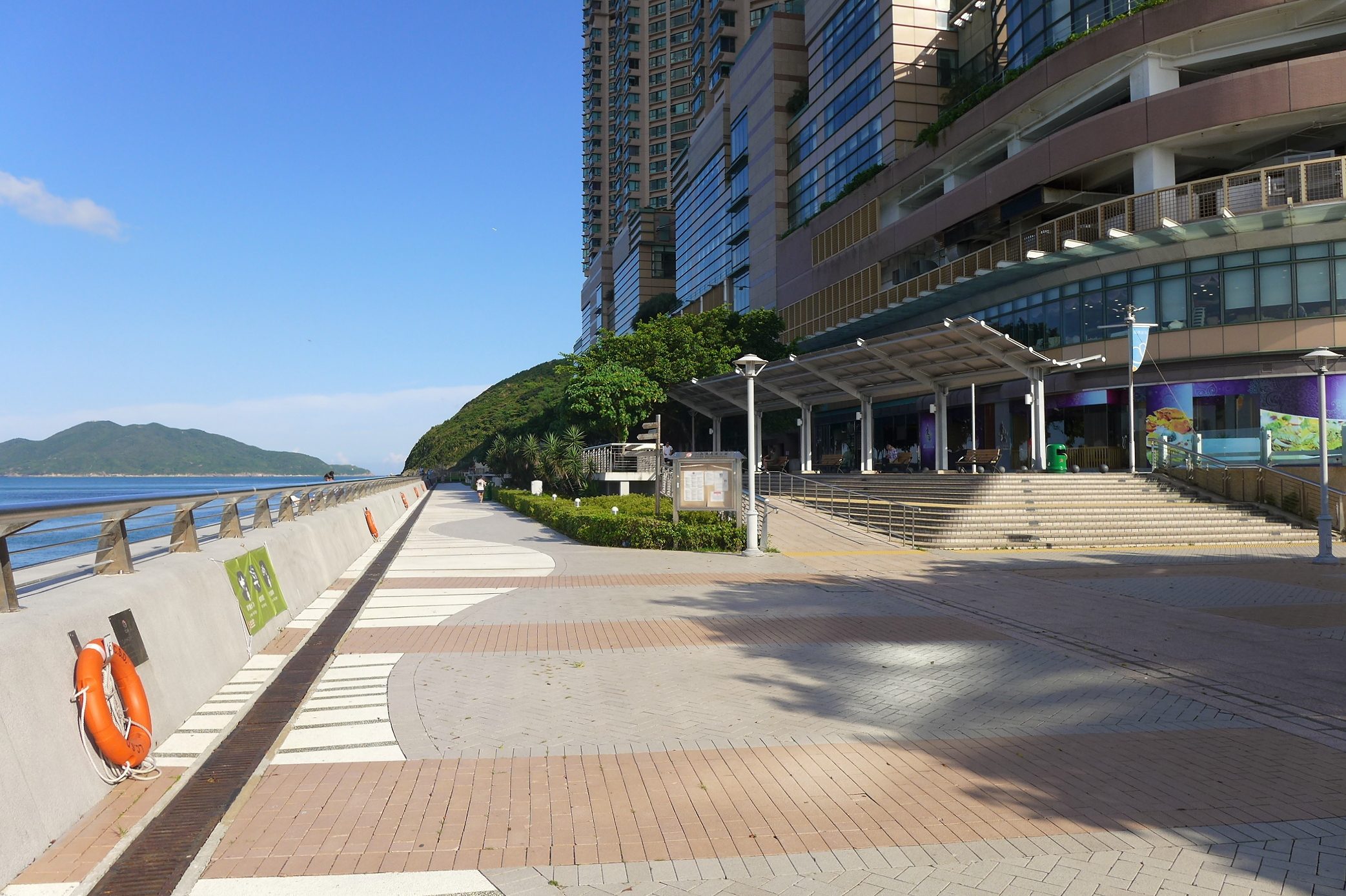
小西灣海濱花園

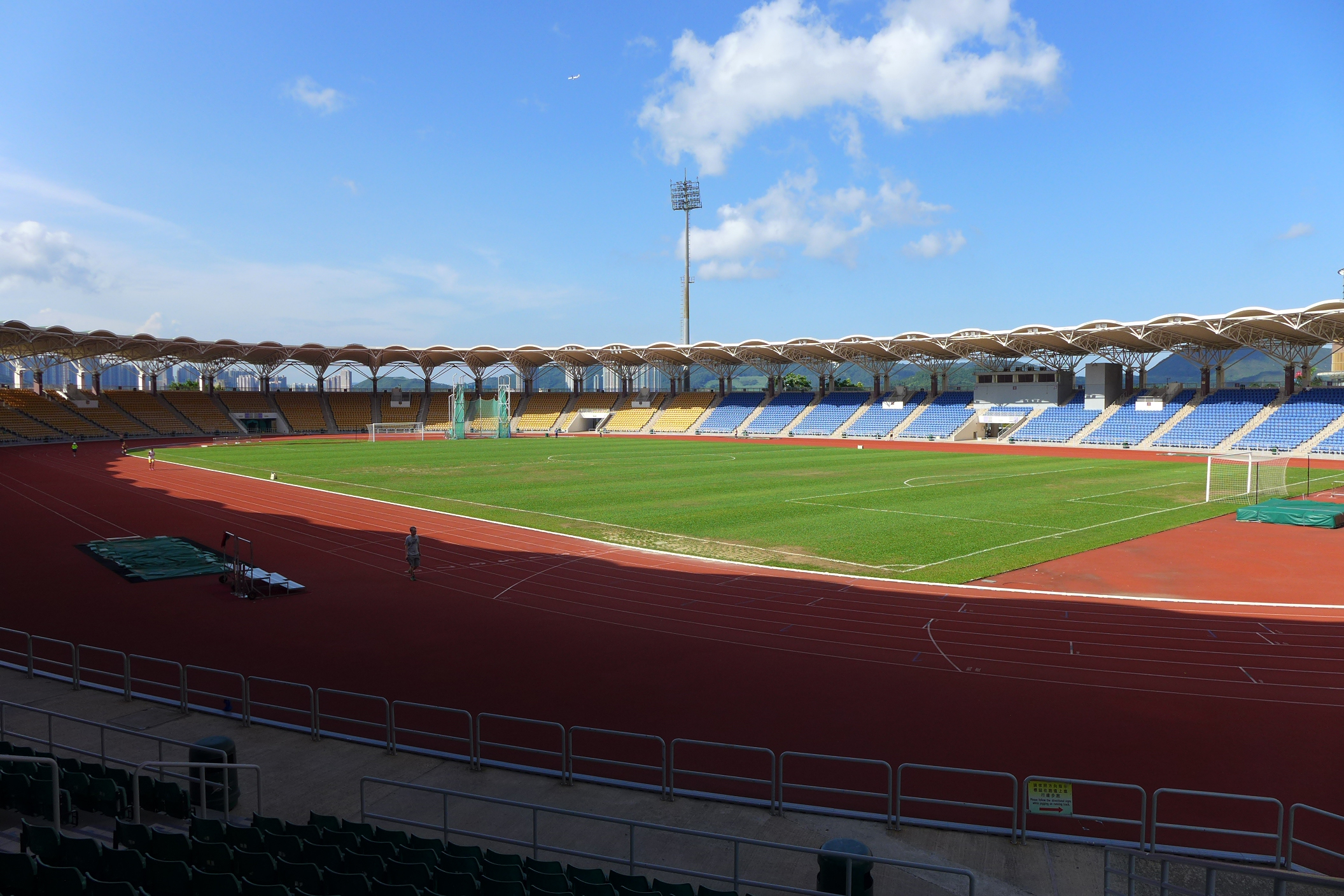
小西灣運動場

- 香港學術及職業資歷評審局
- 僱員再培訓局

小西灣有多間中小學及幼稚園，其中包括：
- 衛理中學
- 嶺南衡怡紀念中學
- 福建中學 (小西灣)
- 漢華中學
- 中華基金中學
- 培僑小學
- 迦南幼稚園（小西灣）
- 柴灣浸信會學前教育中心呂明才幼稚園 (小西灣)
- 明愛香港太平洋獅子會幼兒學校
- 嶺南幼稚園（小西灣）

## 社區設施
- 小西灣運動場

小西灣運動場是港島區繼香港大球場後第2大運動場，坐落小西灣海傍填海區，佔地4.3萬平方米，耗資2億3千多萬元興建，1996年12月落成啟用。運動場設有可容納1.2萬名觀眾的圓拱上蓋看台，及符合國際業餘田徑總會標準的田徑設施；場內更有符合國際標準的草地足球場，可供舉行甲組足球大型賽事。由於設備簇新及環境優美，運動場甚受區內學校及香港足球總會歡迎。
- 小西灣海濱花園
  - 兒童遊樂場
  - 緩步徑
  - 足球場
  - 健身區
- 小西灣市政大樓

小西灣綜合大樓包括1,000座的多用途室內體育館、兩個室內游泳池、圖書館、乒乓球室、兒童遊戲室、兩個可相通的活動室及一個可容納 450 人的社區會堂，以綠色建築為港島東居民提供休閒及康樂體育設施，在促進社區交流的同時減低能源消耗。

## 交通

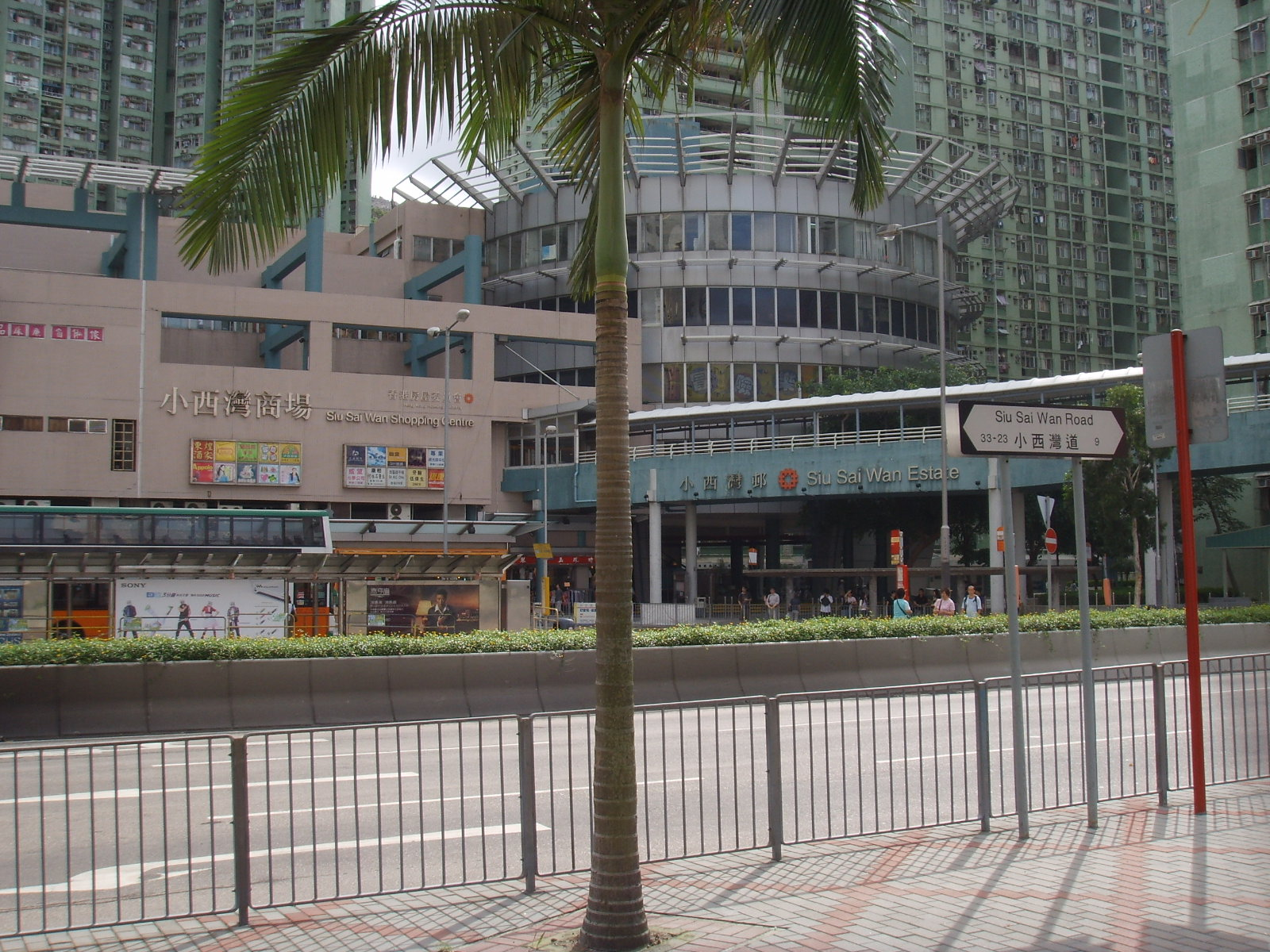
小西灣邨的巴士總站（左方），後方則是商場和公共屋邨樓宇。

來往小西灣的主要道路是小西灣道，該道路兩端都連接柴灣的東部，是小西灣居民唯一通往其他地方的重要道路。
隨著藍灣半島的落成，以及小西灣人口不斷增加，當年中華巴士和之後接手的新巴及城巴把不少原來以柴灣東和筲箕灣作終站的巴士路線在1987至2004年間延伸入小西灣，並以小西灣邨及藍灣半島的兩個大型巴士總站為終站。
政府曾建議港鐵公司研究把港島綫從柴灣站延伸入小西灣，但由於欠缺地方發展上蓋物業支付建築成本，並未被港鐵接納。港鐵亦研究過利用輕便鐵路把小西灣及柴灣連接，但由於造價及融資等各種問題而變得不了了之。由於小西灣居民乘坐港鐵需要前往港鐵柴灣站或杏花邨站才可以乘搭港鐵，導致柴灣站成為不少小西灣居民乘坐港鐵出入的必經之處。

## 區議會議席分佈
為方便比較，以下列表以新業街以東為範圍。
| 年度/範圍                        | 2000-2003                  | 2004-2007                      | 2008-2011                      | 2012-2015                      | 2016-2019                      | 2020-2023                      | 2024-2027 |
| -------------------------------- | -------------------------- | ------------------------------ | ------------------------------ | ------------------------------ | ------------------------------ | ------------------------------ | --------- |
| 新業街以東、小西灣道北段以北     | 欣怡選區                   | 部分欣藍選區                   | 部分欣藍選區                   | 部分欣藍選區                   | 部分欣藍選區                   | 部分欣藍選區                   | 柴灣選區  |
| 新業街以東並由小西灣道包圍的地區 | 欣怡選區                   | 部分欣藍選區及景怡選區         | 部分欣藍選區及景怡選區         | 部分欣藍選區及景怡選區         | 部分欣藍選區及景怡選區         | 部分欣藍選區及景怡選區         | 柴灣選區  |
| 新業街以東、小西灣道南段以南     | 小西灣、富景選區及曉翠選區 | 小西灣、佳曉選區及部分景怡選區 | 小西灣、佳曉選區及部分景怡選區 | 小西灣、佳曉選區及部分景怡選區 | 小西灣、佳曉選區及部分景怡選區 | 小西灣、佳曉選區及部分景怡選區 | 柴灣選區  |

註：以上主要範圍尚有其他細微調整（包括編號），請參閱有關區議會選舉選區分界地圖及條目。